# Porocottus allisi
Porocottus allisi és una espècie de peix pertanyent a la família dels còtids.

## Descripció
- Fa 7 cm de llargària màxima.[6][7]

## Hàbitat
És un peix marí, demersal i de clima temperat que viu entre 0-25 m de fondària.

## Distribució geogràfica
Es troba al Pacífic nord-occidental: des de Hokkaido (el Japó) fins al sud de les illes Kurils i el sud del mar del Japó.

## Observacions
És inofensiu per als humans.